# Lehtse
Lehtse is een plaats in de Estische provincie Lääne-Virumaa. Sinds oktober 2005 behoort Lehtse tot de gemeente Tapa. De plaats heeft 375 inwoners (2021) en heeft de status van vlek (Estisch: alevik).
Tot 2005 vormde Lehtse een afzonderlijke gemeente met 1594 inwoners (2005) en een oppervlakte van 163,2 km². De gemeente behoorde tot de provincie Järvamaa: de opheffing van de gemeente ging gepaard met een wijziging van de provinciegrens.
Lehtse heeft een station aan de spoorlijn Tallinn - Narva.

## Geboren
- Elina Born (29 juni 1994), zangeres